# 佩纳亚·加尼劳
佩纳亚·卡纳坦巴图·加尼劳（1918年7月28日—1993年12月15日），斐济政治人物，曾任斐济总督、斐济总统。